# Madonna (Dirmstein)
Die barocke Madonnenstatuette in der rheinland-pfälzischen Ortsgemeinde Dirmstein ist im Gebäude des Hotel–Restaurant–Café Kempf installiert. Sie stammt aus der Erbauungszeit der örtlichen Laurentiuskirche und steht unter Denkmalschutz.

## Geographische Lage
Das Café Kempf liegt im Oberdorf, dem einen historischen Ortskern des Dorfes, in der Marktstraße auf einer Höhe von 102 m ü. NHN gegenüber dem Sturmfederschen Schloss und der St.-Michael-Apotheke. In dem spätestens 1850 errichteten, in der Folgezeit mehrmals umgebauten und 2003/04 optisch an die umgebende Denkmalzone angeglichenen Gebäude des Cafés Kempf wurde 1895 Eux Stocke geboren, dem die Gemeinde Dirmstein 1976 die Ehrenbürgerschaft verlieh.

## Geschichte

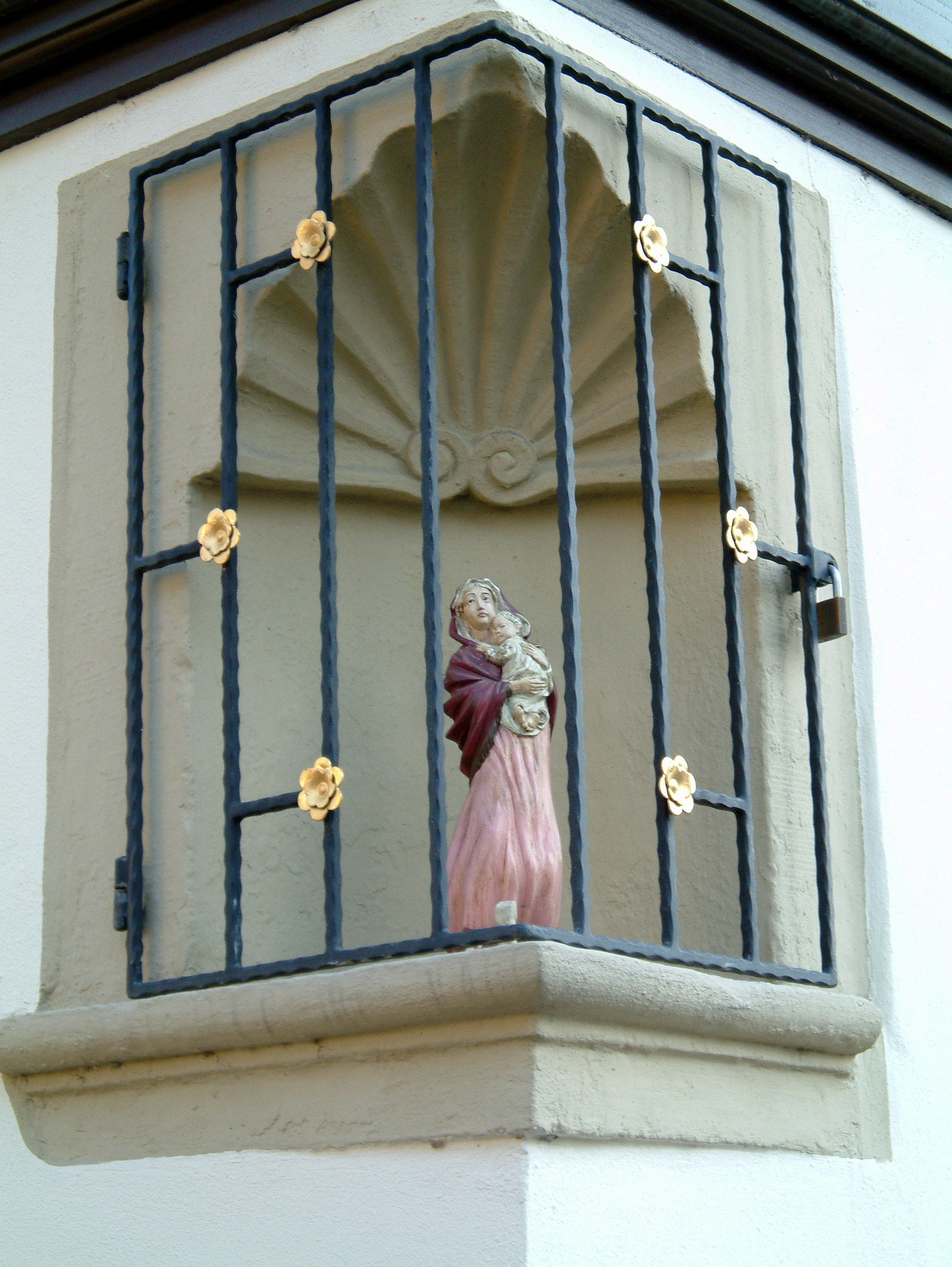
Replikat der Madonna an der St.-Michael-Apotheke

Im vorderen Gastraum wurde in einer Art Herrgottswinkel auf einem Steinsockel in ca. 1,50 m Höhe eine denkmalgeschützte barocke Madonnenfigur eingebaut. Die aus Sandstein gehauene Statuette wurde im 18. Jahrhundert gefertigt und zeigt die Muttergottes mit dem Jesuskind auf dem Arm. Ursprünglich gehörte die Figur nicht zum Café Kempf, sondern war in einer Muschelnische an der Hausecke der gegenüberliegenden St.-Michael-Apotheke angebracht; dort befindet sich heute ein aus Holz geschnitztes Replikat. Das Original, das aus der Erbauungsphase der nahen Laurentiuskirche (1742–46) stammt, wurde nach dem Zweiten Weltkrieg, wahrscheinlich in den 1960er Jahren, durch Luitpold Kempf, den damaligen Eigentümer des Cafés, erworben und in die Gaststube integriert.